# St. Barbara (Holzkirch)

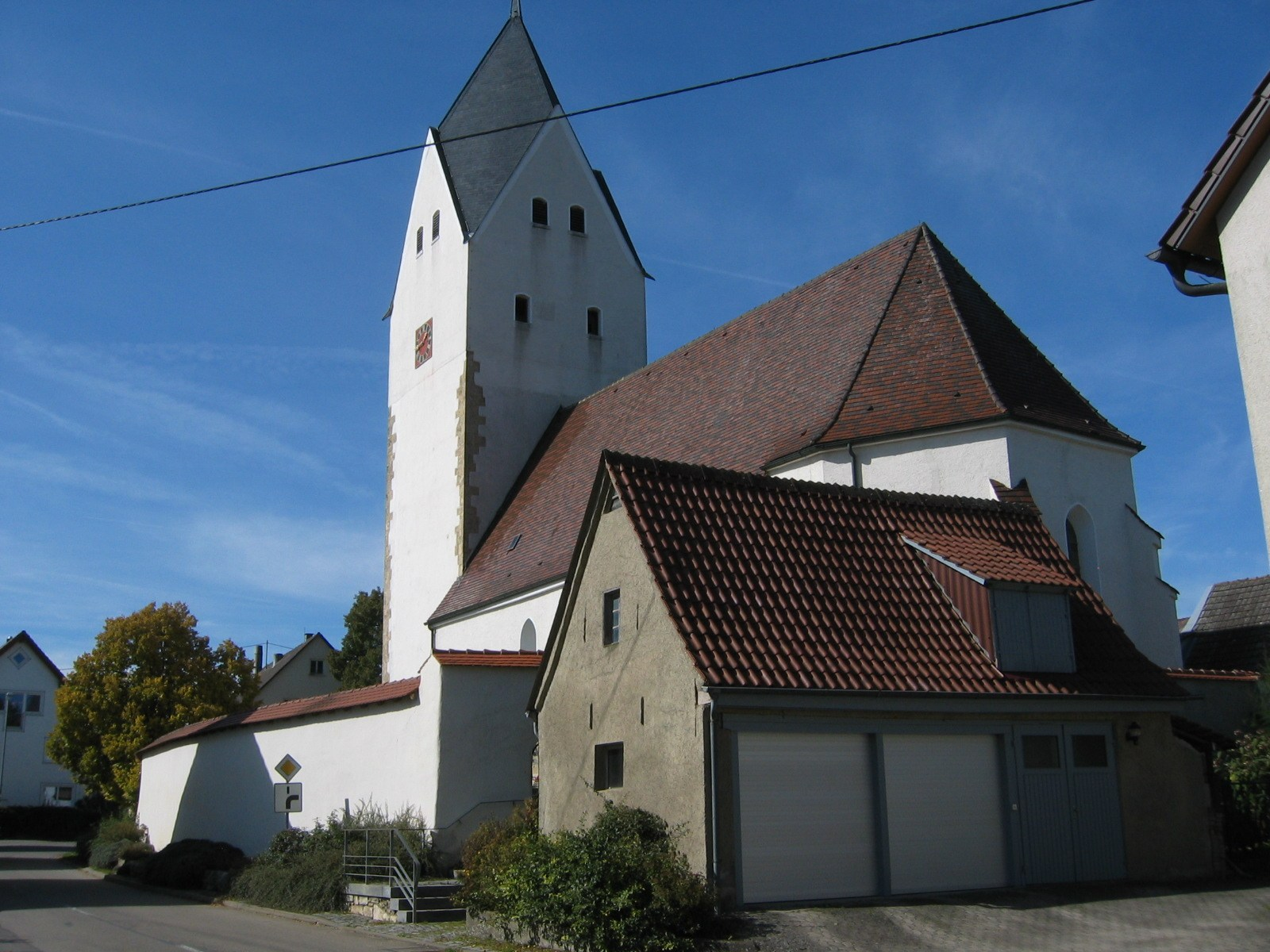
St. Barbara in Holzkirch

Die evangelische Pfarrkirche St. Barbara steht in Holzkirch, einer kleinen Gemeinde im Alb-Donau-Kreis in Baden-Württemberg. Die Kirchengemeinde gehört zur Evangelischen Landeskirche in Württemberg. Das Bauwerk ist als Denkmal beim Landesamt für Denkmalpflege Baden-Württemberg eingetragen.

## Beschreibung
Die Saalkirche besteht aus einem spätgotischen Langhaus, einem eingezogenen, dreiseitig geschlossenen Chor im Osten mit der Sakristei an der Südwand, der von Strebepfeilern gestützt wird, und einem Kirchturm im Westen, dessen Schießscharten in den unteren Geschossen auf eine Wehrkirche schließen lassen. Der Innenraum des Erdgeschosses des Kirchturms ist mit einem frühgotischen Gewölbe überspannt, der des Chors mit einem Netzgewölbe, der des Langhauses, in dessen Westen und Norden Emporen eingebaut wurden, mit einer Holzbalkendecke. Das Altarretabel des barocken Hochaltars mit der Darstellung des Abendmahls wurde 1662 geschaffen. Die Orgel wurde 1759 von Georg Friedrich Schmahl gebaut.